# 陳豪
陳 豪（ちん ごう、1954年2月 - ）は、中華人民共和国の官僚・政治家。江蘇省海門県出身。雲南省人民代表大会常務委員会主任。中国共産党雲南省委員会書記。

## 経歴
1954年2月、江蘇省海門県で生まれる。1976年6月に中国共産党入党。1983年9月に上海市静安区党委員会組織部へ入部した。以後、幹部、副科長、科長、副部長、部長を歴任した。1996年、上海市静安区党委副書記に昇格。1997年、上海市党委員会副秘書長に就任。1999年には同市党委員会弁公庁主任を兼務する。2003年、上海市人民代表大会常務委員会副主任兼市総工会主席に転任した。
2011年1月、中央に移り、中華全国総工会副主席（次官）、書記処書記に就任。
2014年10月、中国共産党中央委員会は陳豪を雲南省党委副書記に任命すると発表しました。第12期雲南省人民代表大会常務委員会は30日の第13回会議で、秦光栄省長の辞任届を受理し、陳豪を副省長兼省長代行に任命することを決定した。雲南省第12期人民代表大会第3回会議で1月31日、省長代行の陳豪が省長に選出された。2016年8月28日、中国共産党雲南省委員会書記に昇格。2017年、雲南省第12期人民代表大会第5回会議で1月21日、雲南省党委書記の陳豪が同省人民代表大会常務委員会主任に選出された。